# La Lira: semanario recreativo de literatura, música y poesía
La Lira va ser un setmanari sortit a Reus el 7 de juliol de 1889. Només se'n coneix el número 1. Portava per subtítol: semanario recreativo de literatura, música y poesia, i el contingut del número que es coneix tractava d'aquests temes.
Se sap que els directors es deien José Feito García i F. Ymbert. Un dels animadors va ser Isidor Frias, ja molt gran, però que conservava relacions i amistats literàries. A la revista hi van col·laborar Víctor Balaguer, Eugeni Mata, Josep Feliu i Codina, Sebastià Aulet, Salvador Rueda, Juan Pérez Zúñiga i Joaquina Balmaseda. La llengua de la publicació era el castellà, encara que els poemes que va publicar eren en català. Al núm. 1, a la primera pàgina es presenten, i amb el títol de «Nuestro propósito» diuen que la seva intenció és: "la instrucción y deleite del hogar".
Els títols dels articles d'aquest primer i únic número van ser: «La enseñanza coral en Italia», «El caballero de Caspe (leyenda del siglo XV)», «El violín con cuerdas humanas», i un apartat titulat «Notas bibliográficas» on feien crítica de llibres. S'imprimia a la impremta d'Eduard Navàs, tenia format foli, valia 10 cèntims i la redacció i administració era al carrer de les Galanes número 5. Anuncia que sortirà els diumenges.
L'únic número conegut es troba a la Biblioteca Central Xavier Amorós.